# Treaty Four Reserve Grounds 77
Treaty Four Reserve Grounds 77 är ett reservat i Kanada.   Det ligger i provinsen Saskatchewan, i den sydöstra delen av landet, 2 200 km väster om huvudstaden Ottawa. Treaty Four Reserve Grounds 77 ligger vid sjön Echo Lake.
Trakten runt Treaty Four Reserve Grounds 77 består till största delen av jordbruksmark. Trakten runt Treaty Four Reserve Grounds 77 är nära nog obefolkad, med mindre än två invånare per kvadratkilometer.